# لوکا سوچیچ
لوکا سوچیچ (انگلیسی: Luka Sučić؛ زادهٔ ۸ سپتامبر ۲۰۰۲) بازیکن فوتبال اهل کرواسی است.
از باشگاه‌هایی که در آن بازی کرده‌است می‌توان به باشگاه فوتبال لیفرینگ اشاره کرد.
وی همچنین در تیم‌های ملی فوتبال جوانان، زیر ۲۱ سال و زرگسالان کرواسی بازی کرده‌است.

## دوران ملی
سوچیچ در مسابقات مقدماتی یورو ۲۰۲۳ زیر ۲۱ سال یوفا در سپتامبر و اکتبر ۲۰۲۱، سه گل زد و یک پاس گل داد و زلاتکو دالیچ را بر آن داشت تا او را در ۹ اکتبر، دو روز قبل از بازی مقدماتی جام جهانی مقابل تیم ملی فوتبال اسلواکی، به دلیل محرومیت متئو کواچیچ به تیم بزرگسالان دعوت کند. او اولین بازی خود را برای بزرگسالان در این بازی مقدماتی انجام داد که با تساوی ۲–۲ به پایان رسید.